# Niszczyciele typu Buenos Aires
Niszczyciele typu Buenos Aires – typ niszczycieli zbudowanych w Wielkiej Brytanii dla argentyńskiej Marynarki Wojennej.
W ramach programu unowocześnienia argentyńskiej Marynarki Wojennej z 1934 roku, zamówiła ona w Wielkiej Brytanii budowę lekkiego krążownika ARA „La Argentina” oraz siedem niszczycieli typu Buenos Aires. Konstrukcja tych niszczycieli została oparta na konstrukcji brytyjskich niszczycieli typu Gallant. Niszczyciele budowane były w trzech brytyjskich stoczniach: Vickers–Armstrong w Barrow-in-Furness (3 okręty), John Brown & Company w Clydebank (2 okręty), Cammell Laird w Birkenhead (2 okręty). Budowę ich rozpoczęto w 1936, a zakończono w 1938 roku.
W roku 1956 usunięto z nich jedną poczwórną wyrzutnię torped, a w latach 1958-1959 zmodernizowano ich uzbrojenie. Usunięto 1 działo kal. 120 mm oraz 4 karabiny maszynowe kal. 12,7 mm, w to miejsce zamontowano 4 działa uniwersalne kal. 40 mm, dwie wyrzutnie bomb głębinowych oraz radar i sonar.

## Okręty
| Okręt        | Numer taktyczny                   | Stocznia                              | Położenie stępki | Wodowanie        | Ukończony        | Los |
| ------------ | --------------------------------- | ------------------------------------- | ---------------- | ---------------- | ---------------- | --- |
| Buenos Aires | E6, od 1940 – T6, od 1952 – D6    | Vickers–Armstrong w Barrow-in-Furness | 1936             | 21 września 1937 | 4 kwietnia 1938  | Wycofany ze służby w 1971 roku.                                                                                  |
| Entre Ríos   | E7, od 1940 – T7, od 1952 – D7    | Vickers–Armstrong w Barrow-in-Furness | 1936             | 21 września 1938 | 15 maja 1938     | Wycofany ze służby w 1973 roku.                                                                                  |
| Corrientes   | E8, od 1940 – T8                  | Vickers–Armstrong w Barrow-in-Furness | 1936             | 21 września 1938 | 1 lipca 1938     | Zatonął 3 października 1941 roku po kolizji z ciężkim krążownikiem ARA Almirante Brown w pobliżu Ziemi Ognistej. |
| San Juan     | E9, od 1940 – T9, od 1952 – D9    | John Brown & Company w Clydebank      | 1936             | 24 czerwca 1937  | 23 marca 1938    | Wycofany ze służby w 1973 roku.                                                                                  |
| San Luis     | E10, od 1940 – T10, od 1952 – D10 | John Brown & Company w Clydebank      | 1936             | 23 sierpnia 1937 | 23 marca 1938    | Wycofany ze służby 3 maja 1971 roku.                                                                             |
| Misiones     | E11, od 1940 – T11, od 1952 – D11 | Cammell Laird w Birkenhead            | 1936             | 23 września 1937 | 5 września 1938  | Wycofany ze służby 3 maja 1971 roku.                                                                             |
| Santa Cruz   | E12, od 1940 – T12, od 1952 – D12 | Cammell Laird w Birkenhead            | 1936             | 3 listopada 1937 | 26 września 1938 | Wycofany ze służby w 1973 roku.                                                                                  |